# Сулим Андрій Олегович
Андрій Олегович Сулим (нар. Львів, Україна) — український політик. Голова Львівської районної ради (від 2020).

## Життєпис
Закінчив Львівський національний університет імені Івана Франка (юрист) та державний аграрний університет (агроном). Працював у департаменті агропромислового розвитку Львівської ОДА (2016—2017) та приватним підприємцем.

### Родина
Одружений, має доньку.